# Les Clous de l'Esplanade
Les Clous de l'Esplanade   Une promenade des mots est une œuvre conçue par six auteurs de l'Oulipo et mise en place par l'Agence Nicolas Michelin, visible à Rennes en déambulant sur l'esplanade Charles de Gaulle. Elle est composée de 170 clous insérés dans le sol, leur large tête portant un mot à associer aux mots lisibles à proximité pour former des textes selon les contraintes fixées par l'Oulipo.
L'inauguration le 4 novembre 2010 a été l'occasion de plusieurs évènements à Rennes.

## L'œuvre
Elle prend la forme de 170 clous insérés dans le sol du centre-ville : huit entrées permettent de suivre des phrases, à raison d'un mot par clou, celles-ci étant des palindromes. Cinq clous, jouent aussi le rôle de pivots pour permettre de suivre différentes voies. Selon Jacques Roubaud, l'utilisation des clous est liée à l'intérêt du groupe pour l'urbain et les passages cloutés, et sont une référence aux clous de François Arago implantés le long du méridien de Paris. Ceux-ci suivent huit branches qui partent du centre de l'esplanade, et qui arrivent sur chacun des quatre côtés de celle-ci. Une neuvième branche part, elle, de l'accès d'un parking souterrain.
L'œuvre est inachevée, une ligne se finissant par un clou « à suivre » devant être prolongée lorsque sera ouverte la Cité internationale de Rennes, un bâtiment destiné à l'accueil d'étudiants étrangers. Deux lignes sont prévues.

## Conception et financement
Lors de l'appel à projet pour concevoir l'esplanade, l'architecte Nicolas Michelin prend contact avec l'Oulipo qu'il a déjà rencontré à l'École nationale supérieure d’architecture de Versailles pour concevoir une œuvre artistique. Le groupe a produit auparavant des œuvres urbaines comme Troll de Tram, des textes pour le tramway de Strasbourg en 1994, Seul astre exact un livre, poème de façade de la bibliothèque de l'université Paris VIII en 1996, ou encore les Douze mois à Carrefour-Pleyel, poèmes muraux d'une station du métro parisien en 2001. Une commission comprenant six oulipiens, à savoir Marcel Bénabou, Michelle Grangaud, Hervé Le Tellier, Jacques Jouet, Olivier Salon et Jacques Roubaud est mise en place et une quinzaine de réunions sont organisées pour coordonner les travaux.
Plusieurs contraintes sont imposées, outre le cahier des charges municipal qui impose que la place ne comporte aucun arbre, fontaine, ou banc, l'espace étant voué à accueillir de grandes réunions publiques. Les grandes dates de l'histoire de ville doivent apparaitre dans l'œuvre : 1944 pour la Libération, 1899 pour le procès Dreyfus, 1720 pour l'incendie de Rennes, 1675 pour la Révolte du papier timbré, et 1491 pour le mariage d'Anne de Bretagne sont choisies. L'architecte fixe par ailleurs d'autres contraintes à l'Oulipo, en imposant le principe des branches, tout comme l'espace occupé par l'œuvre : espacement entre les clous, longueur, parcours... L'Oulipo se donne quatre autres contraintes : multiplicité, le texte devant être lisible sur les neuf itinéraires, lisibilité, le texte étant gravé deux fois sur le clou, réversibilité, le texte étant un palindrome, et pertinence, le texte reprenant les thèmes de la rencontre et de la fête.
Le projet est proposé aux élus de la ville de Rennes qui le valident sans modification. Son budget est dégagé par la mesure du 1 % artistique à partir du budget de réaménagement de l'esplanade.

## Inauguration  et suites
L'œuvre est inaugurée le 4 novembre 2010 par le maire de Rennes Daniel Delaveau et le président de l'Oulipo Paul Fournel. Une réunion de huit membres de l'Oulipo se tient le même jour : Marcel Bénabou, Paul Fournel, Jacques Jouet, Ian Monk, Frédéric Forte, Michelle Grangaud, Hervé Le Tellier, et Anne F. Garréta, et ils célèbrent alors le « cinquième millénaire de leur groupe »,.
Des vols de clous sont recensés après l'inauguration, et sont alors imputés à des collectionneurs.
D'autres évènements sont organisés à cette occasion dans la ville de Rennes. Les Champs Libres mettent en place  du 8 octobre 2010 au 2 janvier 2011 un cycle de trois expositions, conférences et rencontres avec les oulipiens. D'autres projets du groupe comme l'OuPeinPo, l'OuCuiPo, l'OuPolPot, et l'OuBaPo sont présentés à cette occasion. Des établissements d'enseignement supérieur locaux participent eux aussi : l'université Rennes 2, où enseigne l'oulipienne Anne F. Garréta, organise une exposition sur ce sujet, et une soixantaine d'étudiants de l'Institut supérieur des arts appliqués de Rennes exposent des œuvres inspirées des travaux du groupe aux Champs Libres
Des rencontres annuelles sont mises en place à la suite des contacts pris lors de l'inauguration de l'œuvre, et Les Champs Libres accueillent dès le mois de novembre 2011 des lectures de membres de l'Oulipo.